# Sigismund III van Anhalt
Sigismund III (1456 - Dessau, 27 november 1487) was van 1474 tot zijn dood vorst van Anhalt-Dessau. Hij regeerde samen met zijn oudere broer Ernst. Sigismund III was een zoon van George I uit diens vierde huwelijk met Anna van Lindow-Ruppin.
In 1471 had Sigismunds vader George I bepaald dat zijn gebieden na zijn dood onder zijn zoons verdeeld moest worden. Zelf trad hij af en liet de regering van zijn vorstendom over aan zijn vijf zoons. Toen George I in 1474 stierf werd de deling uitgevoerd. Samen met zijn oudere broer Ernst kreeg Sigismund III Anhalt-Dessau. Anhalt-Köthen viel aan Waldemar VI en George II. De jongste zoon, Rudolf IV werd schadeloos gesteld met een geldbedrag. Anhalt-Bernburg, dat in 1468 door George I geërfd was, zou door de alle broers gezamenlijk bestuurd worden.
Als begeleider van hertog Albrecht van Saksen ondernam Sigismund een pelgrimstocht naar Jeruzalem, maar toen de groep op Rhodos aankwam werd Sigismund ziek. Hij moest terugkeren naar Duitsland, waar hij aan de gevolgen van ziekte overleed. Sigismund was niet getrouwd.